# Бені-Хедаш
Бені-Хедаш (араб. بني خداش) — місто в Тунісі. Входить до складу вілаєту Меденін, та розташоване в його західній частині. Станом на 2004 рік тут проживала 3 071 особа.